# Cendra

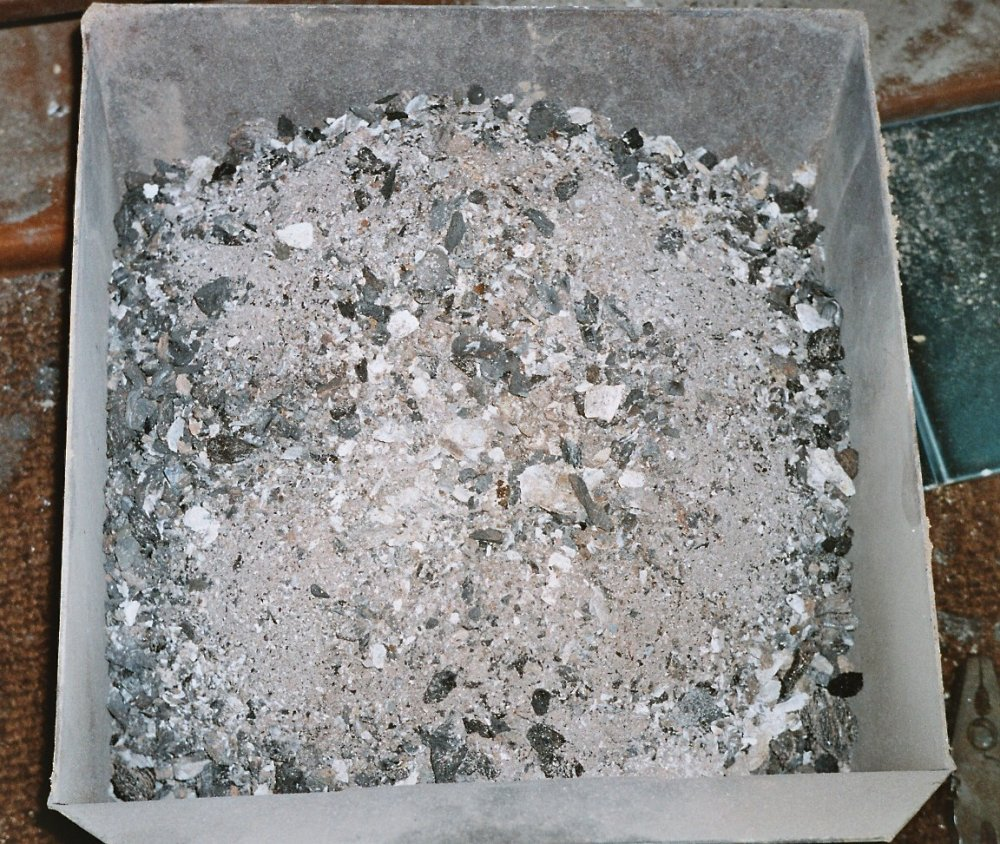
Cendra

La cendra és el residu pulverant d'una combustió format per les partícules minerals no volàtils presents en el combustible. Són els components que no es consideren orgànics o aigua i consisteixen bàsicament en sals minerals com carbonats alcalins, carbonats i sulfats de calci i de magnesi, sílice, silicats d'alumini i òxids de metall com òxids de ferro i de manganès. Un cop realitzada la combustió, s'observen dos tipus de cendra; la que queda com a residu en forma de pols dipositat en el lloc de la combustió cendra de fons i la que s'expulsa amb l'aire com a part del fum cendra volant. Per a la combustió de carbó, la cendra volant constitueix entre un 80-90% de la cendra formada i la cendra de fons un rang del 10-20%.

## Simbolisme
La cendra ha estat considerada com a instrument de purificació per moltes religions, sobretot les primitives com algunes de l'Índia, Mèxic, Armènia, Irlanda. A Israel la cendra de l'holocaust servia d'ingredient per a l'aigua lustral, ja que el dia de la gran expiació, utilitzaven les cendres d'una vedella sacrificada per purificar aquells que havien tocat algun cadàver o havien assistit als funerals. També era símbol d'aflicció, de dol i de penitència. Els grecs i els romans, els quals observaven el costum de cremar als morts, tenies unes urnes anomenades cineràries, on posaven les cendres dels qui havien estimat i dels quals desitjaven conservar les restes. En la litúrgia catòlica, la cendra ha conservat ambdues significacions: la purificadora i com a símbol de penitència, sobretot al començament de la Quaresma, en la cerimònia pròpia del Dimecres de Cendra.